# WCT Scottsdale Open 1986
Lo WCT Scottsdale Open 1986 è stato un torneo di tennis giocato sul cemento. Si è giocato a Scottsdale negli Stati Uniti. È stata la 1ª edizione del torneo, che fa parte del Nabisco Grand Prix 1986. Il torneo si è giocato dal 6 al 13 ottobre 1986.

## Campioni

### Singolare maschile
John McEnroe ha battuto in finale  Kevin Curren con il punteggio di 6–3, 3–6, 6–2

### Doppio maschile
Leonardo Lavalle /  Mike Leach hanno battuto in finale  Scott Davis /  David Pate con il punteggio di 7–6, 6–4